# José Luiz de Sá
José Luiz de Sá (Volta Redonda, 4 de agosto de 1950 — Volta Redonda, 11 de novembro de 2020) foi um político brasileiro. Exerceu o mandato de deputado federal constituinte em 1988. Seus pais são Luís de Sá e Marinete Chave de Sá. Era casado com Maria Cecília Costa de Sá, tendo três filhos.
Cursou Administração e Direito na Sociedade Barramansense de Ensino Unificado, no município de Barra Mansa, pela qual obteve graduação em 1975 e 1979, respectivamente. Na sequência, viajou para Madri para realizar pós-graduação na área de administração pública, pela Universidad de Alcalá.
Comandou o departamento administrativo do Serviço de Água e Esgoto da sua cidade natal. Foi também professor da Faculdade de Ciências Administrativas de Barra Mansa.
Começou sua vida pública como vereador de Volta Redonda através do Partido Democrático Social (PDS), em 1983. Dois anos depois, deixa a sigla e integra-se ao Partido da Frente Liberal (PFL), atual Democratas (DEM).
Por conta do quociente eleitoral, em 1986 - agora no Partido Liberal (PL) -  conquistou uma cadeira na Câmara dos Deputados, quando concorreu à deputado federal. José conseguiu apenas 8 mil votos, na ocasião, mas foi beneficiado pelos 300 mil sufragistas de Álvaro Vale (PL). Participou, na Câmara, como membro titular da Subcomissão de Tributos, da Participação e Distribuição das Receitas e da Comissão do Sistema Tributário, Orçamento e Finanças.
Algumas de suas ações foram votar em defesa da remuneração cinquenta por cento superior para trabalho extra, do voto opcional para pessoas de dezesseis anos, do aviso prévio proporcional, do mandato de cinco anos para José Sarney, legalização do jogo do bicho e da jornada semanal de quarenta horas. Também contestou as medidas que previam implementar a legalização do aborto, a estatização do sistema financeiro, limitação da propriedade privada e estabilidade no emprego.
Em virtude da não reeleição como deputado federal, em 1990, deixou o PL e se transferiu para o Partido Progressista Reformador (PPR). Quatro anos mais tarde, buscou novamente cargo no legislativo, mas sua candidatura foi anulado por conta de indícios de irregularidades.
Já em 1995, com a união do PPR com o Partido Progressista (PP), originando o Partido Progressista Brasileiro (PPB), tentou se eleger mais uma vez a deputado federal durante as eleições de 1998, mas não obteve sucesso.
Morreu em Volta Redonda, no dia 11 de novembro de 2020, aos 70 anos. Nos últimos anos o político fazia um tratamento contra um câncer. 